# Wallfahrtskirche Maria Kulm

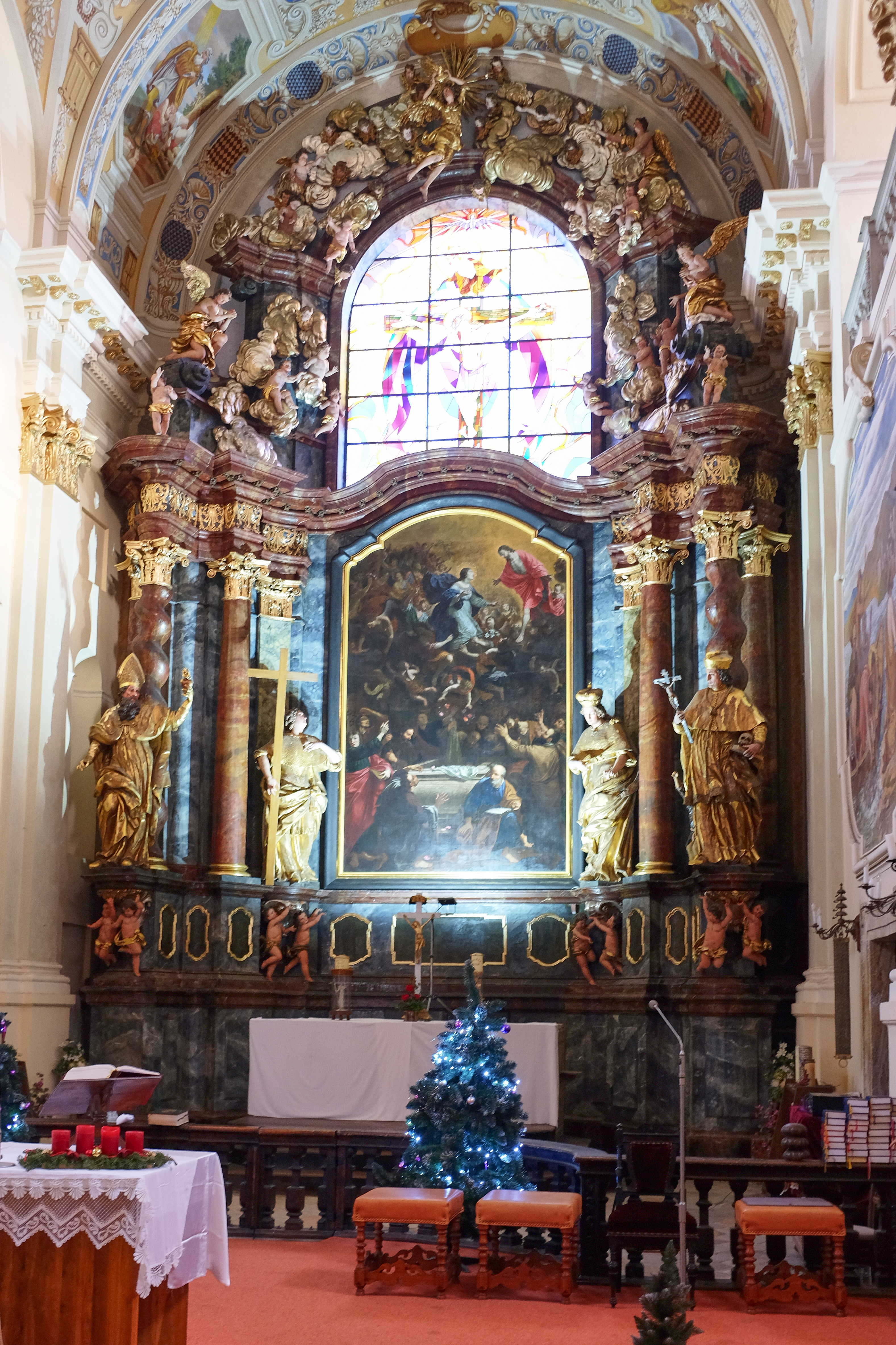
Hochaltar

Die Wallfahrtskirche Maria Kulm, offiziell Wallfahrtskirche Mariä Himmelfahrt und St. Maria Magdalena, ist eine barocke römisch-katholische Marien-Wallfahrtskirche, die ungefähr 25 Kilometer von der bayerischen und etwa 15 km von der sächsischen Grenze im Egerland in der Ortschaft Chlum Svaté Maří (deutsch Maria Kulm) steht. Als Baudenkmal ist sie geschützt. 

## Geschichte
Angeblich fand ein Fleischhauergeselle an der Stelle der heutigen Wallfahrtskirche ein Marienbildnis in einem Haselstrauch, das die Jungfrau Maria mit dem Kind zeigt. Er nahm es mit, aber es kehrte wieder an dieselbe Stelle zurück, was sich mehrfach wiederholte. Um das Bildnis zu schützen, baute er schließlich ein einfaches Holzdach über der Statuette.
Im Jahr 1341 wurde der Ort erstmals urkundlich erwähnt. 1383 wurden für die Wallfahrtsstätte zwei Priesterstellen gestiftet.
Im Laufe der Zeit ersetzten unterschiedliche Bauwerke das schlichte Schutzdach; auch wurden die bestehenden Gebäude durch weitere ergänzt. Anfang des 15. Jahrhunderts wurde die Wallfahrtskirche Mariä Himmelfahrt und St. Maria Magdalena erbaut. Zwischen 1687 und 1728 wurden die Kirche und das dazugehörige Kloster mit der Propstei der Kreuzherren mit dem Roten Stern vollständig neu gebaut. Die Pläne stammten von dem Architekten Christoph Dientzenhofer. Die Fresken führte der Maler Elias Dollhopf aus.
Bis weit ins 20. Jahrhundert pilgerten jedes Jahr mehrere 10.000 Menschen zur Wallfahrtskirche, sodass sie zu den meistbesuchten Wallfahrtsorten in Tschechien gehörte, bis durch die Zeit des Nationalsozialismus der Pilgerstrom zum Erliegen kam. Nach dem Zweiten Weltkrieg wurden die Kreuzherren mit dem Roten Stern durch die Behörden der ČSSR vertrieben. Später diente die Anlage als Wohnort und als Aufbewahrungsort für sakrale Kunst.
1958 wurden die Wallfahrtskirche, das gesamte Areal und das angrenzende Kloster in die Liste der Kulturdenkmäler aufgenommen. Allerdings kümmerte sich niemand um die Anlage, sodass sie langsam verfiel. Durch die mangelnde Pflege wurde das Dach undicht, wodurch Regenwasser ins Innere sickerte, sodass die Stuckdecke sowie die Wand- und Deckengemälde schwer beschädigt wurden.
Am Ende des 20. Jahrhunderts wurde den Kreuzherren mit dem Roten Stern das Areal wieder übereignet, das seitdem schrittweise restauriert wird. Seit Januar 2018 ist die Anlage ein Nationales Kulturdenkmal.

### Restaurierung

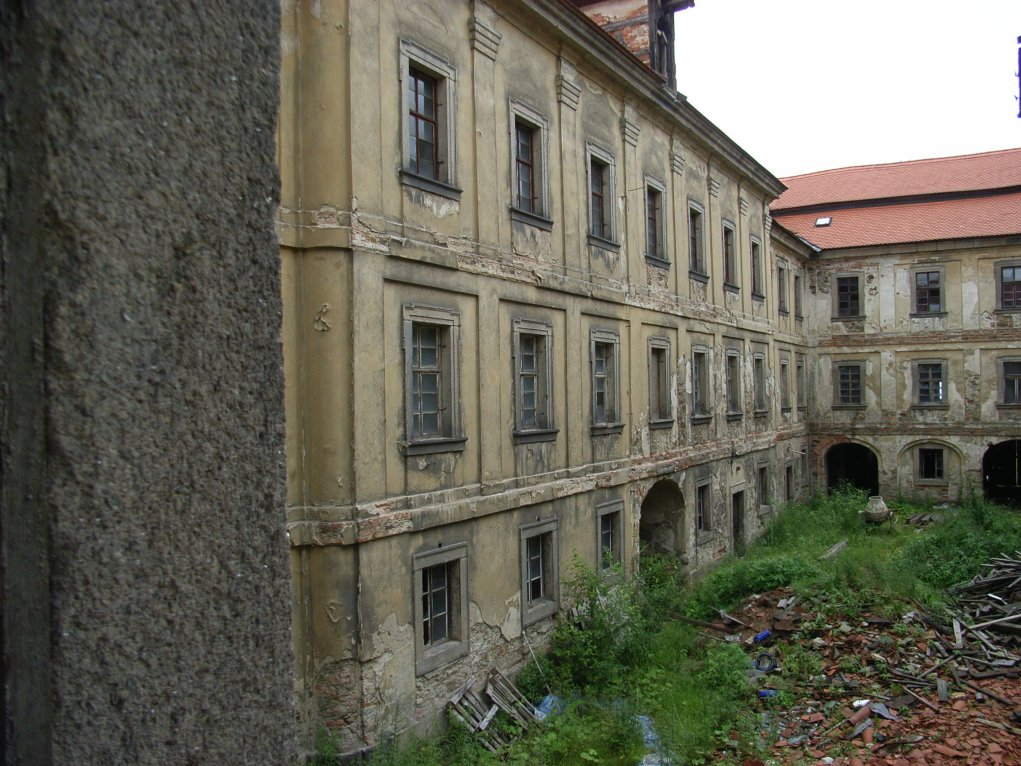
Innenhof der Propstei

Im Jahr 2004 wurde die Orgel instand gesetzt sowie das Dach der Propstei teilweise erneuert. Vier Jahre später folgte der siebenteilige Bilderzyklus, der in der Gnadenkapelle zu sehen ist. Die um 1900 geschaffenen Bilder des Künstlers Wenzel Wirkner wurden durch die Restauratorin Annette Kollmann überarbeitet. Insgesamt 100.000 Euro kostete die Aufarbeitung der Kuppel, die ebenfalls 2008 erfolgte. 2009 wurden die Kirchenwände, die Freskomalereien, die Decke der Kirche und die der Propstei renoviert. Die Kosten in Höhe 1,1 Millionen Euro trug ein Fonds aus dem Königreich Norwegen. Im folgenden Jahr begannen die Restaurierungen des Kirchenschiffs und der Propstei. Die Aufbereitung des Kirchenschiffs wurde 2011 abgeschlossen. 2012 wurde beschlossen, dass die Stuckdecke im ersten Stock der Propstei renoviert werden soll. Dafür ist ein Budget von 80.000 € vorgesehen. Die Entwässerungsanlagen, die sich rund um die Kirche befinden, wurden 2013 erneuert. 2014 begannen Gespräche mit der Europäischen Union, die die weitere Renovierung der Kirche mit Fördermitteln unterstützen soll.

## Architektur

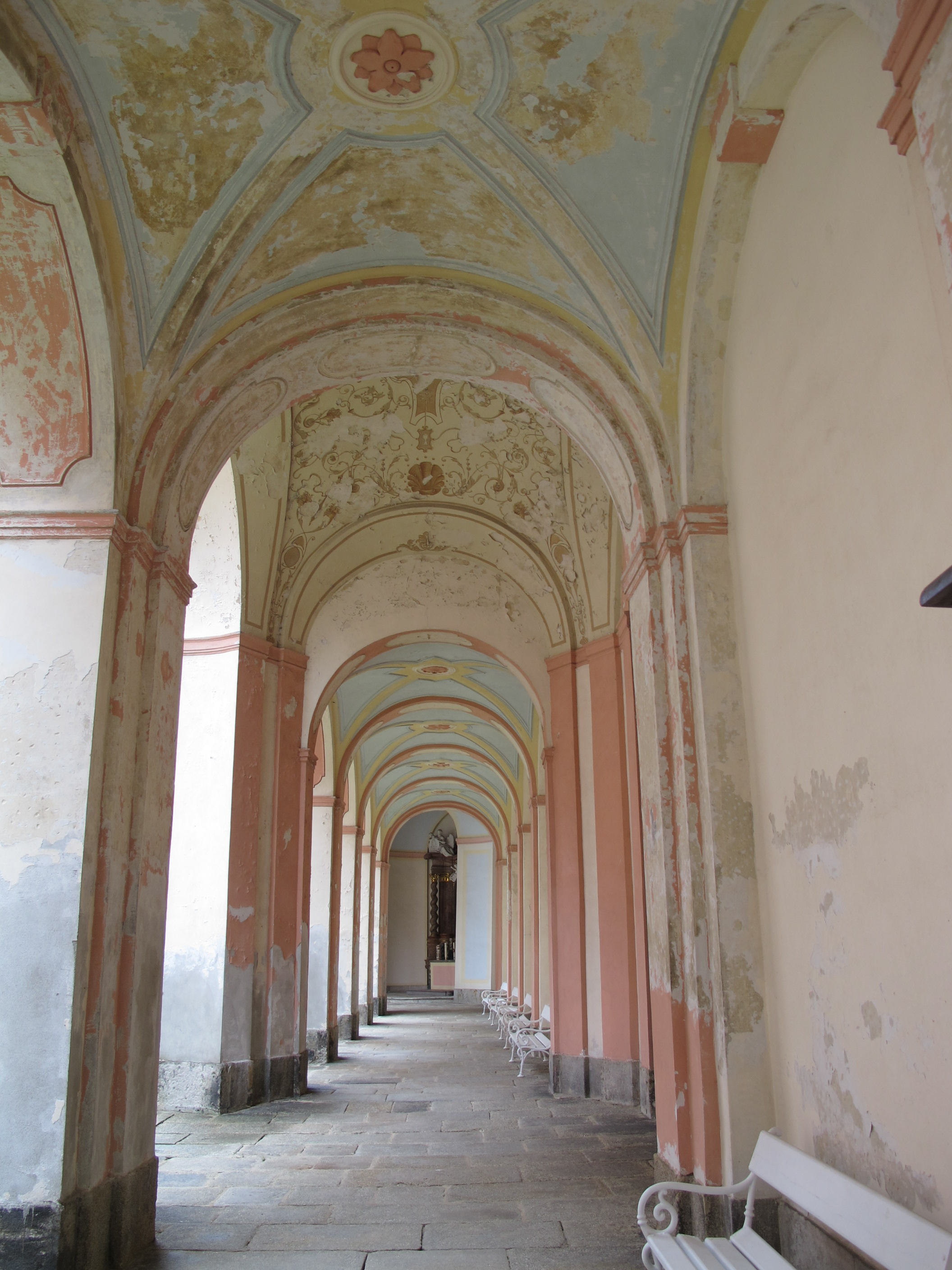
Kreuzgang im Kloster

Der großzügig angelegte Komplex umfasst die Wallfahrtskirche, den Umgang und die sich an dessen Längsseiten anschließenden Propsteigebäude. Die Kirche ist eine hochbarocke geostete Emporenbasilika mit angedeutetem Querhaus, eingezogenem Chor und doppeltürmiger Portalfassade. Der Innenraum ist deutlich gegliedert in das Hauptschiff und die westlich vorgelagerte Gnadenkapelle. Es handelt sich quasi um zwei sehr unterschiedliche und funktional eigenständige Räume in einem homogenen Außenbau. In die Gnadenkapelle führt das Hauptportal und über ihre zwei seitlichen Ausgänge gelangt man in das Hauptschiff.
Im Inneren der Gnadenkapelle teilen acht korinthische Pilaster den Raum rhythmisch auf. Auf den Pilastern sind Statuen biblischer Gestalten aufgestellt, unter ihnen Joseph mit dem Jesuskind, der König David und Johannes der Täufer.
Die Kirche selbst zeigt im Grundriss die Form eines lateinischen Kreuzes. Man betritt den Kirchenraum durch die Seitenschiffe. Er ist mit Skulpturen geschmückt, die vorwiegend aus der zweiten Hälfte des 18. Jahrhunderts stammen. Aus dieser Zeit sind auch die Beichtstühle und das Kirchengestühl. Im nördlichen Seitenschiff befindet sich ein spätgotisches Kruzifix aus der Zeit um 1500.
Sie ist auf drei Seiten von einem rechteckigen freien Platz für die Pilger umgeben, der von einem gedeckten Arkadengang als Kreuzweg begrenzt ist. In diesem befinden sich in den vier Ecken und an der Mitte der Längsseiten (also im Süden und Norden) insgesamt sechs Kapellen. Beginnend mit der Südwestecke sind dies gegen den Uhrzeigersinn die folgenden: Kapelle der Heiligen Familie, Kapelle der Heiligen Drei Könige, Mutter-Gottes-Kapelle, Kapelle der heiligen Agnes, Kapelle der Vierzehn Nothelfer, Kapelle der böhmischen Landespatrone.
An die südliche Längsseite ist die Alte Propstei, an die nördliche die Neue Propstei angebaut.

## Rezeption
Außer der Sage über den Fund der Marienfigur ranken sich weitere Geschichten um den Wallfahrtsort. 1495 veröffentlichte Paulus Niavis die Kulmer Räubersage. Sie wurde im 19. Jahrhundert von Heinrich C. Cuno als Bühnenstück in fünf Aufzügen mit dem Titel Die Räuber auf Maria Kulm; oder, Die Kraft des Glaubens bearbeitet, das am 19. August 1825 im Theater an der Wien aufgeführt wurde. Auf diesem Stück basiert die komische Oper Bibiana oder Die Kapelle im Walde (in 3 Aufzügen) von Johann Peter Pixis (Musik) und Louis Lax (Text), die am 8. Oktober 1829 in Aachen Premiere hatte.